# Liste der Bodendenkmale in Pegau
In der Liste der Bodendenkmale in Pegau sind die Bodendenkmale der Stadt Pegau und ihrer Ortsteile nach dem Stand der Auflistung von Klaus Kroitzsch und Harald Quietzsch aus dem Jahr 1984 aufgelistet. Eventuelle Änderungen und Ergänzungen, insbesondere aus der Zeit nach der Wende, sind nicht berücksichtigt, da für Sachsen aktuell keine neueren allgemein zugänglichen Bodendenkmallisten vorliegen. Die Baudenkmale sind in der Liste der Kulturdenkmale in Pegau aufgeführt.
| Denkmal-ID | Fundart            | Ortsteil  | Bezeichnung | Zeitstellung | Lage                                              | Bemerkungen | Bild |
| ---------- | ------------------ | --------- | ----------- | ------------ | ------------------------------------------------- | --- | ---- |
| ?          | Befestigung > Burg | Weideroda | Wallanlage  | Slawenzeit   | nordnordöstlich des Orts, östlich des Mühlgrabens | Niederungsburg als Ringwall, Wall im Norden abgetragen und im Osten als Weg genutzt, Schutz seit 10. Oktober 1958                             |      |
| ?          | Befestigung > Burg | Wiederau  | Wasserburg  | Mittelalter  | südwestlicher Ortsrand, Schlossbereich            | ursprünglich befestigter Hof mit Rechteckgraben, Graben im Osten und Westen als teilweise verfüllte Senken erhalten, Schutz seit 5. März 1960 |      |